# Bünting (Familie)
Die Familie Bünting ist ein seit dem 13. Jahrhundert insbesondere in Norddeutschland nachweisbares Geschlecht. Seit dem Mittelalter variierten die Schreibweisen des Familiennamens wie Buntingh und Buntinck oder beispielsweise Buntyng. Aus der spätestens im 16. Jahrhundert auch in Hannover belegten Patrizierfamilie ging das preußische Offiziersgeschlecht „von Bünting“ hervor. Anfang des 18. Jahrhunderts wurde Johann Heinrich Bünting in den Reichsadel nobilitiert, mit seinem Sohn Johann erlosch diese Linie aber 1763 wieder.

## Geschichte
Die Büntings sind laut verschiedenen Belegen mit dem Rittergeschlecht von Kayhausen beziehungsweise Keyhusen verwandt. Diese erhielten ihren Namen nach einer am Zwischenahner Meer gelegenen Burg. In einer „Berner Urkunde“ aus dem Jahr 1369 heißt es dazu: „Helmrich und Wichmann Buntingh, Söhne des † Knappen Wichmann von Keyhusen.“ An verschiedenen anderen Stellen ist die Gleichsetzung der beiden Familiennamen mit „Kayhausen, anders genannt Bünting“ belegt.
1458 führten Wille Bunting und dessen Ehefrau Katherine den ehemaligen „Clawesing-Hof“ in Edewecht. Die Büntings führten diese Hof anfangs als adeligen, Rossdienst-pflichtigen Vollhof, der aber in den folgenden Jahrzehnten des 15. Jahrhunderts seine Bedeutung verlor und zum Halbhof wurde.
Der Rember von Aschwege ehelichte die „Freye“ und Namensgeberin des „Sophien-Hofes“ Sophie Bünting (um 1530–1605), deren Tochter Barbara I. Bünting (um 1555–1602), Erbin des elterlichen Edewechter „Veen-Hofes“, im Jahr 1575 den Harbert I. Grube (um 1540–1615) vom Edewechter Gruben-Hof Nummer 8 heiratete. Entsprechend den damaligen Gepflogenheiten wurde ihr Ehemann anschließend auch Harbert Bünting genannt.
Eine Tochter des Edewechter Junkers Johann Hinrich Grube (1580–1619), die Barbara III. Grube, auch Barber genannt (1616–1689), vermählte sich 1632 mit Johann Bünting. Dessen Sohn Johann Heinrich Bünting (1662–1715) wurde Anfang des 18. Jahrhunderts in den Reichsadel erhoben, mit dem Tod dessen Sohnes Johann von Bünting (1714–1763) erlosch dieser reichadelige Zweig aber wieder.
Nach der sogenannten „Franzosenzeit“ lebten in und um die Gemeinde des dann zum Großherzogtum Oldenburg gehörenden Edewecht ab 1814 verschiedene Bünting-Nachkommen, darunter der erste Edewechter Gemeindevorsteher, der Besitzer einer Maschinenfabrik und ein Fabrikant von Fleischwaren in Bad Zwischenahn.

## Persönlichkeiten
- Johann Bünting (1625–1693), Jurisconsultus zu Hannover, fürstlicher Hofrat und braunschweig-lüneburgischer Gesandter am Reichstag zu Regensburg[2]
- Johann Heinrich Bünting (1662–1715), dessen Sohn, Hof- und Kanzleirat sowie Oberappellationsrat in Celle

## Wappen
Auf den 4. November 1768 datiert das Diplom des in den preußischen Adelsstand erhobenen königlich preußischen Lieutenant und späteren Generalmajor Carl Wilhelm Bünting. Sein Wappen und das seiner Nachkommen stellt sich dar als
„Schild dreimal quer getheilt, vierfeldrig, doch ist die Grösse der Felder nicht gleich, denn 2 und 4 sind schmäler als 3: 1 in Roth ein nach der linken streitender, gekrönter, goldener Löwe, welcher in den Vorderpranken eine silberne, mit goldenen Fransen besetzte Fahne an einer goldenen Stange vor sich hält; 2 in Silber vier schräg rechts neben einander gelegte grüne Blättergewinde; 3 in Silber ein linksgekehrter im Schnabel ein Hufeisen haltender Strauss und 4 in Blau ein sechsstrahliger goldener Stern.“